# Класификација минералних ресурса
Класификација минералних ресурса је класификација минералних ресурса заснована на растућем нивоу геолошког знања и самопоуздања.  У настојању да постигну стандардни сет класификација, представничка тела из Аустралије, Канаде, Јужне Африке, САД и Велике Британије постигла су привремени споразум 1997. године о дефиницијама сваке од различитих класификација минерала. Ово је праћено 1998. године да би се ове дефиниције уградиле у Међународну оквирну класификацију резерви и ресурса - угаљ и минералне сировине, коју је развила Економска комисија Уједињених нација за Европу (УН-ЕЦЕ)  . 

## Класификација
Класификација је економска функција,која је регулисана статутима, прописима и нормама најбоље праксе у индустрији . Постоји неколико шема класификације широм света, најчешће коришћене су канадска ЦИМ класификација (види НИ 43-101 ), Аустралијски кодекс заједничких резерви рудних резерви (ЈОРЦ кодекс), Јужноафрички кодекс за извештавање о минералним ресурсима и минералним резервама ( САМРЕЦ)  и шему класификације минералних налазишта „шаховска табла“ компаније ХГ Дилл. 
Да би се осигурала међународна стандардизација у дефиницијама различитих класификација минерала, ЦРИРСЦО је покренуо иницијативу за израду обрасца (углавном заснован на ЈОРЦ законику) за помоћ земљама у развоју властитих смерница и прописа заснованих на најбољим светским праксама. Овај образац је препознат у [[Оквирна класификација Уједињених нација за ресурсе | Оквирна класификација Уједињених нација за 
Лежишта минерала могу се класификовати као: 
- Минерални ресурси који су потенцијално вредни и за које постоје разумни изгледи за евентуално економско експлоатисање.

- Руде су драгоцене и законски, економски и технички изведиве за експлоатисање .

Истражени ресурси и резерве минералних сировина приказују се у елаборату о ресурсима и резервама чврстих минералних сировина и у елаборату о ресурсима и резервама нафте, кондензата и природних гасова.
Процењени ресурси унутрашње топлоте минерала земљине коре приказују се у елаборату о петрогеотермалним ресурсима за потребе добијања геотермалне енергије.
Носилац експлоатације минералних сировина дужан је да у случају откривања нових рудних тела или минералних сировина, односно лежишта у случају нафте и гаса достави Министарству, односно надлежном органу аутономне покрајине.
Ресурси и резерве минералних сировина, ресурси и резерве подземних вода, као и геотермални ресурси, утврђују се потврдом о резервама и/или ресурсима минералних сировина и подземних вода, као и петрогеотермалним ресурсима, која се издаје решењем Министарства, односно надлежног органа аутономне покрајине, на захтев носиоца истраживања или носиоца експлоатације.

## Утврђивање минералних ресурса
Примењена геолошка истраживања, у смислу овог закона обухватају истраживања која се изводе ради утврђивања минералних ресурса и резерви и инжењерско-геолошких и хидрогеолошких услова њихове експлоатације, хидрогеолошка истраживања за потребе коришћења и заштите ресурса и резерви подземних вода и геотермалних ресурса, инжењерскогеолошка-геотехничка и хидрогеолошка истраживања геолошке средине за потребе просторног и урбанистичког планирања, пројектовања и изградње грађевинских, рударских и других објеката, заштите животне средине и природних добара и објеката геонаслеђа, санације и рекултивације терена, укључујући и подземна складишта гаса и других материја, издвајања повољних геолошких формација и структура као и исцрпљених лежишта минералних сировина.

## Минерални ресурси
„Минерални ресурс“ је концентрација или појава материјала од суштинског економског значаја у или на земљиној кори у таквом облику, квалитету и количини да постоје могућности за експлоатацију. Минерални ресурси су даље подељени, у циљу повећања геолошког знања, на закључене, назначене и мерене као категорије. 
Претпостављени минерални ресурс је део минералног ресурса за који се количина, степен (или квалитет) и садржај минерала могу проценити са малим нивоом поузданости. Закључено је из геолошких доказа и претпостављено, али није геолошки верификовано. Заснован је на информацијама прикупљеним одговарајућим техникама са локација као што су испупчења, ровови, јаме  и бушотине које могу бити ограниченог или несигурног квалитета, а такође је и поуздано. 
Наведени ресурси су једноставно економске минералне појаве које су узорковане (од локација попут изданака, ровова, јама и бушотина ) до тачке у којој је са разумним нивоом поузданости направљена процена садржаног метала, квалитета, тонаже, облика, густине, физичке карактеристике. 
Измерени ресурси су означени ресурси који су прошли довољно узорковања како би их „компетентна особа“ (дефинисана нормама одговарајућег рударског кодекса; обично их је геолог прогласио прихватљивом проценом степена поузданости. (или квалитет), количина, облик, густина, физичке карактеристике појаве минерала. 

## Минералне резерве и резерве руде
Минералне резерве (или резерве руде) су ресурси за које се зна да су економски изводљиви за експолатисање. Резерве су или вероватне рудне резерве или проверене рудне резерве. 
Вероватне рудне резерве су део назначених и, у неким околностима, измерених минералних ресурса који се могу минирати на економски одржив начин. Садржи материјал за разблаживање и надокнаде за губитке који могу настати када се материјал минира. Вероватне рудне резерве имају нижи ниво поузданости од доказаног рудног резервата, али је довољно квалитетан да послужи као основа за одлуку о развоју лежишта. 
Проверени рудни резерват је део Мерених ресурса који се могу минирати на економски одржив начин. Укључује разређивање материјала и надокнаде за губитке који настају када се материјал минира. 
Доказани резерват руде представља категорију највеће поузданости у процени резервата. Стил минерализације или други фактори могу значити да доказане резерве руде нису достижне у неким лежиштима. 
Генерално претварање ресурса у резерве захтева примену различитих модификујућих фактора, укључујући: 
- рударске и геолошке факторе, као што је знање о геологији лежишта довољно да је предвидљиво и провериво; планове вађења и рудника на основу модела руде; квантификацију геотехничког ризика — у основи, управљање геолошким раседима, спојевима и ломовима тла тако да се рудник не уруши; и разматрање техничког ризика — основи, статистичке и вариографије како би се осигурало да се руда правилно узоркује:
- металуршки фактори, укључујући контролу пробних података како би се осигурала тачност информација које даје лабораторија — потребни јер су резерве руде исплативе . У основи, једном када су статуси резерва повишени, они су економски ентитет и имовина на коју се могу подизати зајмови и капитал — углавном да би се њихово извлачење исплатило
- економски фактори;
- Фактори животне средине;
- маркетиншки фактори;
- правни фактори;
- политички фактори; и
- социјални фактори [3]

## Биланс минералних ресурса
Носилац истраживања и носилац експлоатације дужан је да води књигу о стању ресурса и резерви минералних сировина и ресурса и резерви подземних вода, као и геотермалних ресурса на одобреном истражном простору, односно експлоатационом пољу и да о стању ресурса и резерви сваке године доставља податке Министарству, односно надлежном органу аутономне покрајине до 15. марта текуће године, према стању ресурса и резерви на дан 31. децембар претходне године, у писаној и електронској форми.
На основу добијених података и издатих потврда о утврђеним и разврстаним ресурсима и резервама минералних сировина и подземних вода, као и геотермалних ресурса, Министарство израђује биланс ресурса и резерви минералних сировина, биланс ресурса и резерви подземних вода и биланс геотермалних ресурса у Републици Србији.
Стање ресурса и резерви из става 1. овог члана мора бити усаглашено са утврђеним стањем ресурса и резерви које су евидентиране решењем Министарства о резервама и ресурсима минералних сировина и поџемних вода, као и геотермалним ресурсима, односно решењем надлежног органа аутономне покрајине и изведеним (оствареним) капацитетима производње у претходној календарској години.
Надлежни орган аутономне покрајине израђује биланс ресурса и резерви минералних сировина и других геолошких ресурса за територију аутономне покрајине, из става 1. овог члана, који представља саставни део биланса ресурса и резерви Републике Србије и доставља га Министарству до 30. јуна текуће године, у писаној и електронској верзији.
Биланс из става 2. овог члана израђује се до 31. јула текуће године за претходну годину.
Послови из става 4. овог члана врше се као поверени.